# Andariel
Andariel es un jefe final del videojuego Diablo II, de Blizzard Entertainment, que aparece durante el Acto I.

## Historia (respecto a Diablo II)
En los textos Horádricos está escrito que Andariel y otras manifestaciones demoníacas vendrán del Infierno a nuestro mundo para ayudar a los tres demonios mayores: Diablo, Mephisto y Baal.
Andariel es uno de los demonios menores que ayudaron al destierro de los tres demonios mayores, Diablo, Mefisto y Baal, durante la guerra contra Azmodan por la posesión del infierno; tras la derrota de los tres demonios mayores, Azmodan asumió el poder del infierno. Tiempo después, la "Doncella de la Angustia" se incorporó a las órdenes del señor del terror y se dirigió a las tierras de las arpías, causando gran sufrimiento a la Hermandad del Ojo Ciego y apoderándose de la catedral, pero unos héroes le dieron muerte en esas tierras.
La presencia de Andariel en Santuario solamente puede significar que las fuerzas del Infierno están alineadas de nuevo detrás de Diablo y de sus hermanos. Mientras que está claro que la Doncella de la Angustia, como se le conoce, está actuando bajo el nombre de Diablo para evitar que cualquier persona lo siga hacia el este, también se sabe que debe ser destruida si se quiere detener al Señor del Terror.
- Datos: Q5674967